# Friedrich Zander
Friedrich Zander, lotyšsky Frīdrihs Canders, rusky Фридрих Артурович Цандер, někdy užíván anglický přepis ruské verze jména Friedrich Tsander (11. srpen 1887, Riga – 28. březen 1933, Kislovodsk) byl průkopník raketové techniky a kosmonautiky, baltský Němec narozený na území dnešního Lotyšska (tehdy Ruská říše).
Byl konstruktérem prvního raketového motoru na kapalné pohonné látky v SSSR (GIRD-X). Ve svých pracích o kosmických letech, zejména k Marsu, který ho fascinoval, vyslovil řadu průlomových myšlenek – navrhl například sluneční plachetnici, raketoplán s odhoditelnými křídly se zásobami paliva či pěstování rostlin ve sklenících na palubě kosmické lodi. Zemřel v 46 letech na tyfus. Na Měsíci se dnes po něm jmenuje kráter. Lotyšská akademie věd uděluje cenu nesoucí jeho jméno.